# Microsoft Lumia 640
El Microsoft Lumia 640 i el Microsoft Lumia 640 XL són telèfons intel·ligents amb Windows Phone desenvolupats per Microsoft Mobile. Publicat el 2 de març de 2015, aquests telèfons són successors de la serie Nokia Lumia 630, publicada en 2014. Els telèfons estan dirigits principalment als mercats en desenvolupament, tot i que també estan disponibles en els mercats desenvolupats com a opcions de menor cost en comparació amb altres telèfons en les seves classes. Els dos dispositius estan disponibles en EUA i la majoria dels altres mercats al juny 2015.

## Llançament i disponibilitat
El Lumia 640 i 640 XL es van donar a conèixer en l'esdeveniment de Microsoft en el Mobile World Congress a Barcelona, Espanya el 2 març 2015.
Els telèfons intel·ligents són de gamma mitjana (encara que escandinava Gerent General Ossi Korpela de Microsoft es va referir al Lumia 640/Lumia 640 XL com smartphones de gamma alta assequibles).
El Lumia 640 LTE dels Estats Units els preus estan a partir dels $79,99, mentre que el Lumia 640 XL LTE (exclusiu de AT&T al país) té un preu de $249,99.
Tots dos telèfons estan disponibles com Dual-SIM i LTE a tot el món a partir d'abril de 2015.
En alguns països, hi ha la promoció que inclou una targeta de memòria de 16 GB o 32 GB SD per a la compra de Lumia 640 i 640 XL.

## Maquinari
Tot i que els noms són similars i els codis de model, el Microsoft Lumia 640 i Microsoft Lumia 640 XL són dispositius diferents en forma i funció.
El Lumia 640 ve amb una pantalla de 5 polzades LCD IPS HD amb una protecció Corning Gorilla Glass 3 i un revestiment lipofilic (empremta digital resistent). Està alimentat per un processador Qualcomm Snapdragon 400 a 1.2 GHz de quatre nuclis, 1 GB RAM i 8 GB (només 3 GB disponibles) d'emmagatzematge intern amb emmagatzematge expansible fins a 128GB per una targeta microSD. Amb una bateria de 2500 mAh de Li-Ion, càmera posterior de 8 megapíxels amb flash LED i càmera frontal de gran angular de 0,9 megapíxels.
El Microsoft Lumia 640 XL és la més gran, és la versió de tipus "phablet" del Lumia 640, amb una pantalla de 5,7 polzades HD IPS LCD. El 640 XL està equipat amb les mateixes especificacions bàsiques de maquinari i connectivitat de xarxa com el Lumia 640, però compta amb un Zeiss-Engineered amb una càmera posterior de 13MP (sensor 1 / 3.0) amb flash LED, així com una càmera frontal de gran angular de 5MP. Té una bateria de 3000 mAh Li-Ion i està disponible amb textura mate cian, taronja, i negre, juntament amb la textura mate i blanc brillant.

### Variants de models
Totes les variants de suport de quatre 2G /EDGE bandes GSM: 850/900/1800/1900.

## Programari
El Lumia 640 i Lumia 640 XL amb Microsoft Windows Phone 8.1 Update 2 (a través del paquet de programari Lumia Denim), i tots dos telèfons són actualitzables a Windows 10 Mobile. Inicialment, als Estats Units, el Lumia 640 i 640 XL s'oferia amb una subscripció gratuïta d'un any per Microsoft Office 365.

## Transportistes
Estats Units
- AT&T (Lumia 640 i 640 XL)
- Cricket Wireless (Lumia 640  només )
- MetroPCS (Lumia 640  només )
- T-Mobile (Lumia 640  només )